# Mediana de Voltoya (kommunhuvudort)
Mediana de Voltoya är en kommunhuvudort i Spanien.   Den ligger i provinsen Provincia de Ávila och regionen Kastilien och Leon, i den centrala delen av landet, 80 km väster om huvudstaden Madrid. Mediana de Voltoya ligger 1 111 meter över havet och antalet invånare är 108.
Terrängen runt Mediana de Voltoya är platt åt nordväst, men åt sydost är den kuperad. Runt Mediana de Voltoya är det ganska glesbefolkat, med 42 invånare per kvadratkilometer. Närmaste större samhälle är Ávila, 12,4 km väster om Mediana de Voltoya. Trakten runt Mediana de Voltoya består i huvudsak av gräsmarker.